# Breitenau am Hochlantsch
Pour les articles homonymes, voir Breitenau.
Breitenau am Hochlantsch est une commune autrichienne du district de Bruck-Mürzzuschlag en Styrie.

## Géographie

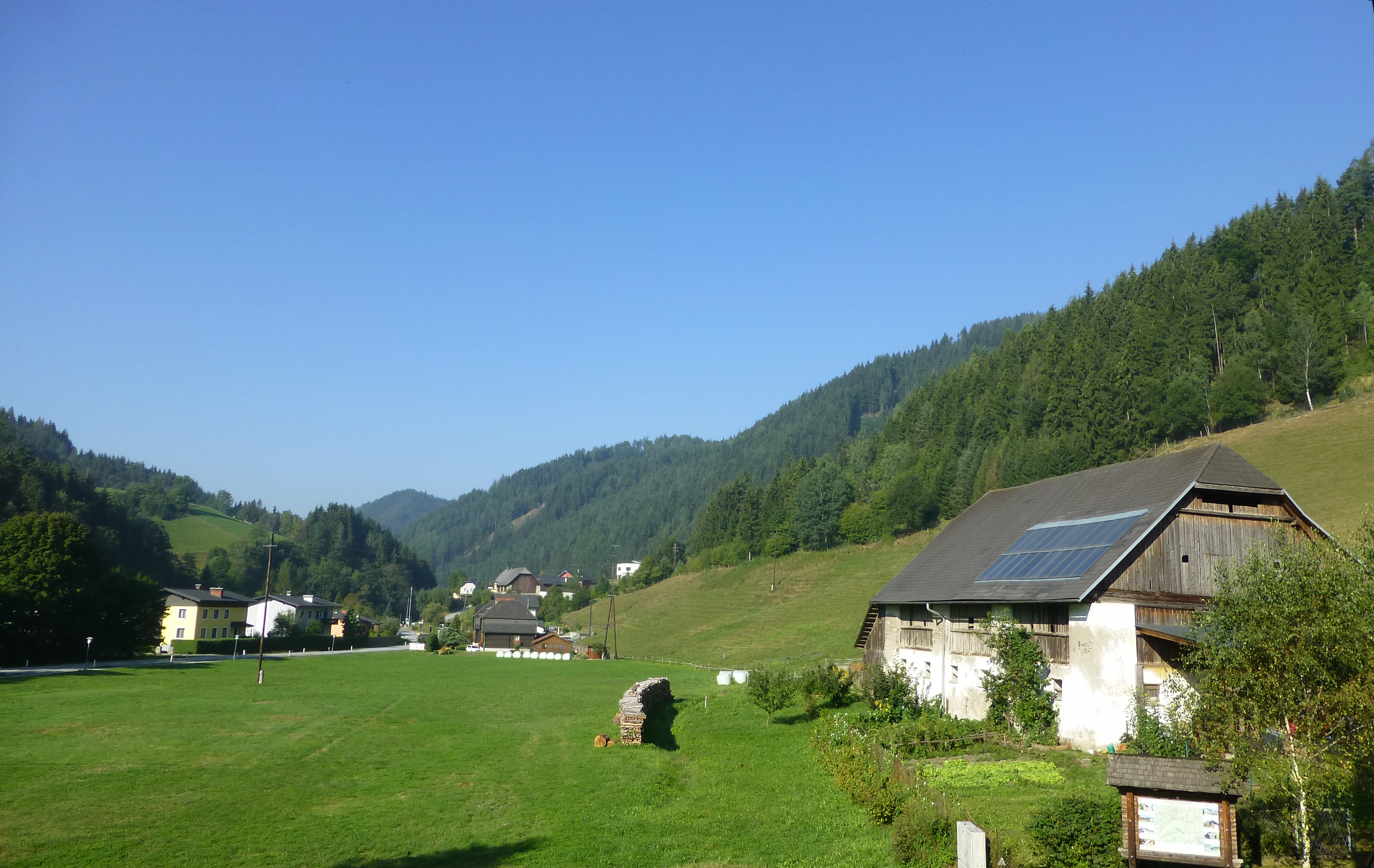
Vue depuis Sankt-Jakob vers Mixnitz, d'où part le train à voie étroite.

La commune est constituée de deux villages, Sankt-Jakob-Breitenau et Sankt-Erhard. Elle est située au nord du Hochlantsch (1720 m), sommet de la ceinture de montagnes au nord de Graz.
Elle termine la ligne Lokalbahn Mixnitz–Sankt Erhard, voie étroite qui monte depuis la vallée de la Mur.

## Curiosité
La chapelle en montagne dite Schuesserlbrunn, au pied du Hochlantsch (1720 m).

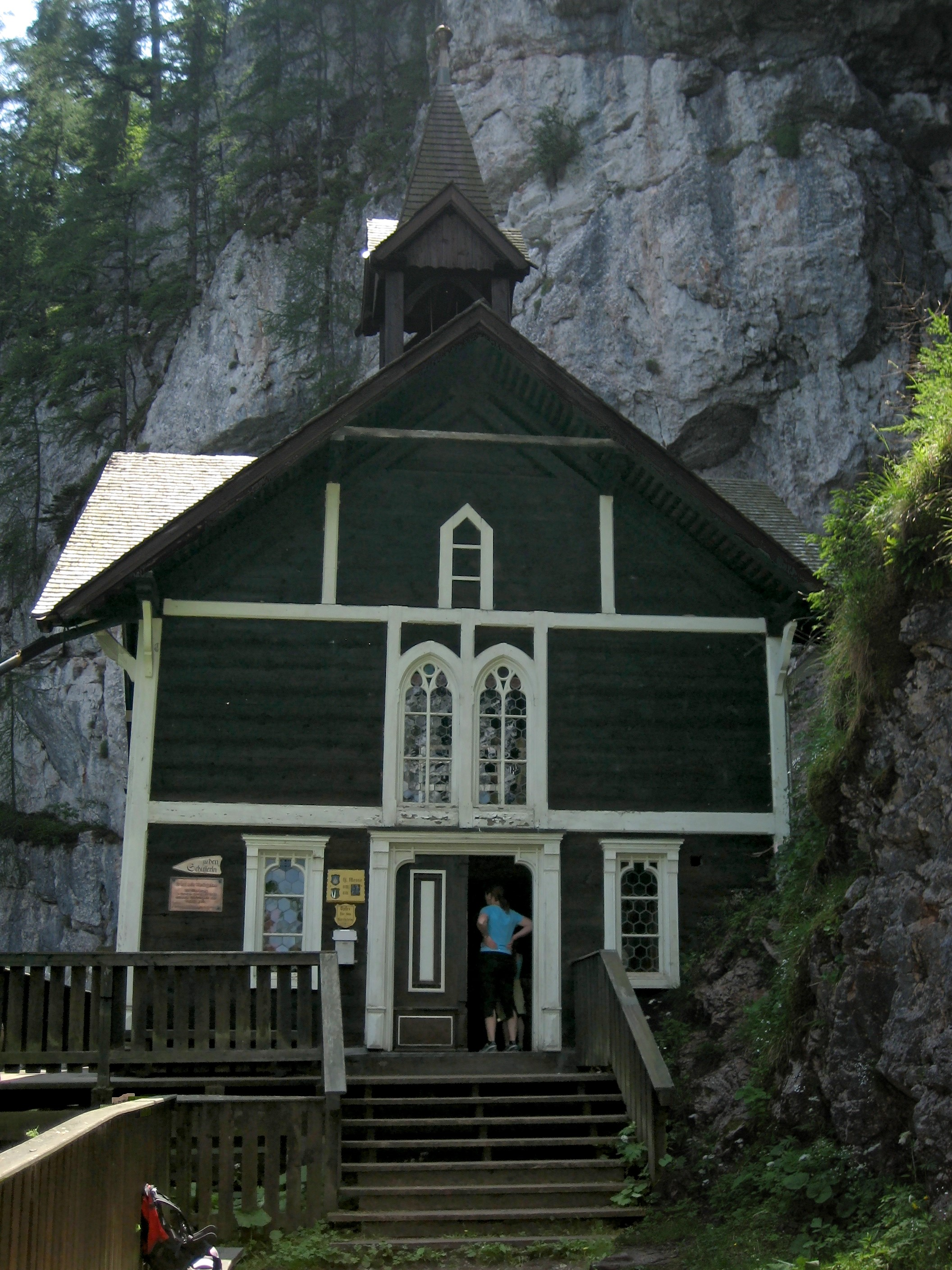
Schuesserlbrunn